# 小電力無線局
小電力無線局（しょうでんりょくむせんきょく）は、電波法に規定する免許を要しない無線局の内、一部のものの通称である。

## 概要
電波法第4条に規定する免許を要しない無線局の内、同条第3号には「空中線電力1W以下である無線局のうち総務省令に定めるもので、総務省令に定める機能により他の無線局にその運用を阻害するような混信その他の妨害を与えないように運用することができるものでかつ、適合表示無線設備のみを使用するもの」と規定している。 
この総務省令とは電波法施行規則のことで、第6条第4項に規定している。
これらは、電波法令上に文言は無いが「小電力」と称する無線局が含まれていることから、通称として小電力無線局と呼ばれる

。
電気通信回線に接続する機器は電気通信事業法上の端末機器でもあり技術基準適合認定も要する。

## 種別
電波法施行規則第6条第4項の各号に規定される。
最大空中線電力は、種別毎に各号またはこれに基づく告示に規定されている。
2018年（平成30年）6月29日現在
1. コードレス電話の無線局
2. 特定小電力無線局
3. 小電力セキュリティシステムの無線局
4. 小電力データ通信システムの無線局
5. デジタルコードレス電話の無線局
6. PHSの陸上移動局（中継機能を持つものを除く。）
7. 狭域通信システムの陸上移動局及び狭域通信システムの陸上移動局の無線設備の試験のための通信を行う無線局
8. 5GHz帯無線アクセスシステムの空中線電力10mW以下の陸上移動局および携帯局
9. 超広帯域無線システムの無線局
10. 700MHz帯高度道路交通システムの陸上移動局
11. 5.2GHz帯高出力データ通信システムの空中線電力200mW以下の陸上移動局

## 表示
適合表示無線設備として技適マークが表示されていなければならない。
あわせて、技術基準適合証明番号または工事設計認証番号も付されなければならない。
技術基準適合認定を受けた端末機器でもあるものには、上述の表示に加えて技術基準適合認定番号、設計認証番号または届出番号も付されなければならない。

## 旧技術基準による機器の使用
2005年（平成17年）12月に無線設備規則のスプリアス発射等の強度の許容値に関する技術基準の改正により、旧技術基準に基づき認証された適合表示無線設備の使用期限は「平成34年11月30日」とされた。
旧技術基準の無線設備とは、
- 「平成17年11月30日」[11]までに認証された適合表示無線設備
- 経過措置として、旧技術基準により「平成19年11月30日」までに認証された適合表示無線設備[12]

である。
該当するものは上記の内、
1.コードレス電話の無線局
2.特定小電力無線局（移動体識別用の2441.75MHz（周波数ホッピング方式） は除く。）
3.小電力セキュリティシステムの無線局
5.デジタルコードレス電話の無線局
7.狭域通信システムの陸上移動局及び狭域通信システムの陸上移動局の無線設備の試験のための通信を行う無線局
である。
- 特定小電力無線局の周波数ホッピング方式、小電力データ通信システム、PHS、5GHz帯無線アクセスの機器が除外された[13]のは、従前の許容値が新たな測定法によるものと比較しても低くなることから、従前の技術基準をそのまま新技術基準としたこと[14]による。

この使用期限は、2021年（令和3年）8月にコロナ禍により「当分の間」延期された。
この延期により小電力無線局の旧技術基準の適合表示無線設備は、新たな使用期限が設定されるまで、令和4年12月1日以降は「他の無線局の運用に妨害を与えない場合に限り」使用可能とされた。

## 沿革
1987年（昭和62年）- 電波法令改正により制度化

- 当初、空中線電力は0.01W以下で種別はコードレス電話の無線局のみであった。

1989年（平成元年）- 特定小電力無線局が追加
- 種類は告示[7]によるものとされた。

1992年（平成4年）　
- 小電力セキュリティシステムの無線局が追加[21]
- 小電力データ通信システムの無線局が追加[22]

1993年（平成5年）- デジタルコードレス電話の無線局及び簡易型携帯電話の陸上移動局が追加

1997年（平成9年）- 有料道路料金収受システムの無線局が追加

1998年（平成10年）　
- 簡易型携帯電話の陸上移動局がPHSの陸上移動局（中継機能を持つものを除く。）と改称[25]
- ワイヤレスカードシステムの無線局が追加[25]

2001年（平成13年）- 有料道路料金収受システムの無線局は、狭域通信システムの陸上移動局及び狭域通信システムの陸上移動局の無線設備の試験のための通信を行う無線局と改称

2002年（平成14年）　
- ワイヤレスカードシステムの無線局が削除[27]
  - 誘導式読み書き通信設備という高周波利用設備となった。
- 5GHz帯無線アクセスシステムの空中線電力10mW以下の陸上移動局が追加[27]

2006年（平成18年）- 超広帯域無線システムの無線局が追加

2011年（平成23年）
- 最大空中線電力が1Wまでに緩和[29]
- 700MHz帯高度道路交通システムの陸上移動局が追加[30]

2012年（平成24年）- 5GHz帯無線アクセスシステムの空中線電力10mW以下の携帯局が追加

2018年（平成30年）- 5.2GHz帯高出力データ通信システムの空中線電力200mW以下の陸上移動局が追加